# Spiraeanthemum bougainvillense
Spiraeanthemum bougainvillense är en tvåhjärtbladig växtart som beskrevs av R.D.Hoogland. Spiraeanthemum bougainvillense ingår i släktet Spiraeanthemum och familjen Cunoniaceae. Inga underarter finns listade i Catalogue of Life.